# Nachal Chardon
Nachal Chardon (hebrejsky נחל חרדון) je vádí v jižním Izraeli, na severovýchodním okraji Negevské pouště, respektive v Judské poušti.
Začíná v nadmořské výšce okolo 600 metrů, západně od hory Har Tar. Jde o neosídlenou pouštní krajinu. Vádí pak směřuje k jihovýchodu, prudce klesá a zařezává se do okolního terénu. Míjí horu Har Tar a pak z jihu a jihovýchodu obchází horu Har Chardon. Zde ústí zprava do vádí Nachal Adaša, které jeho vody odvádí do povodí Mrtvého moře.